# Emiliano Bonfigli
Emiliano Nicolás Bonfigli (Bahía Blanca, 15 aprile 1988) è un calciatore argentino, attaccante svincolato.

## Carriera
Ha giocato nella massima serie dei campionati ecuadoriano, nordamericano (statunitense) ed honduregno.